# La Closerie des Lilas

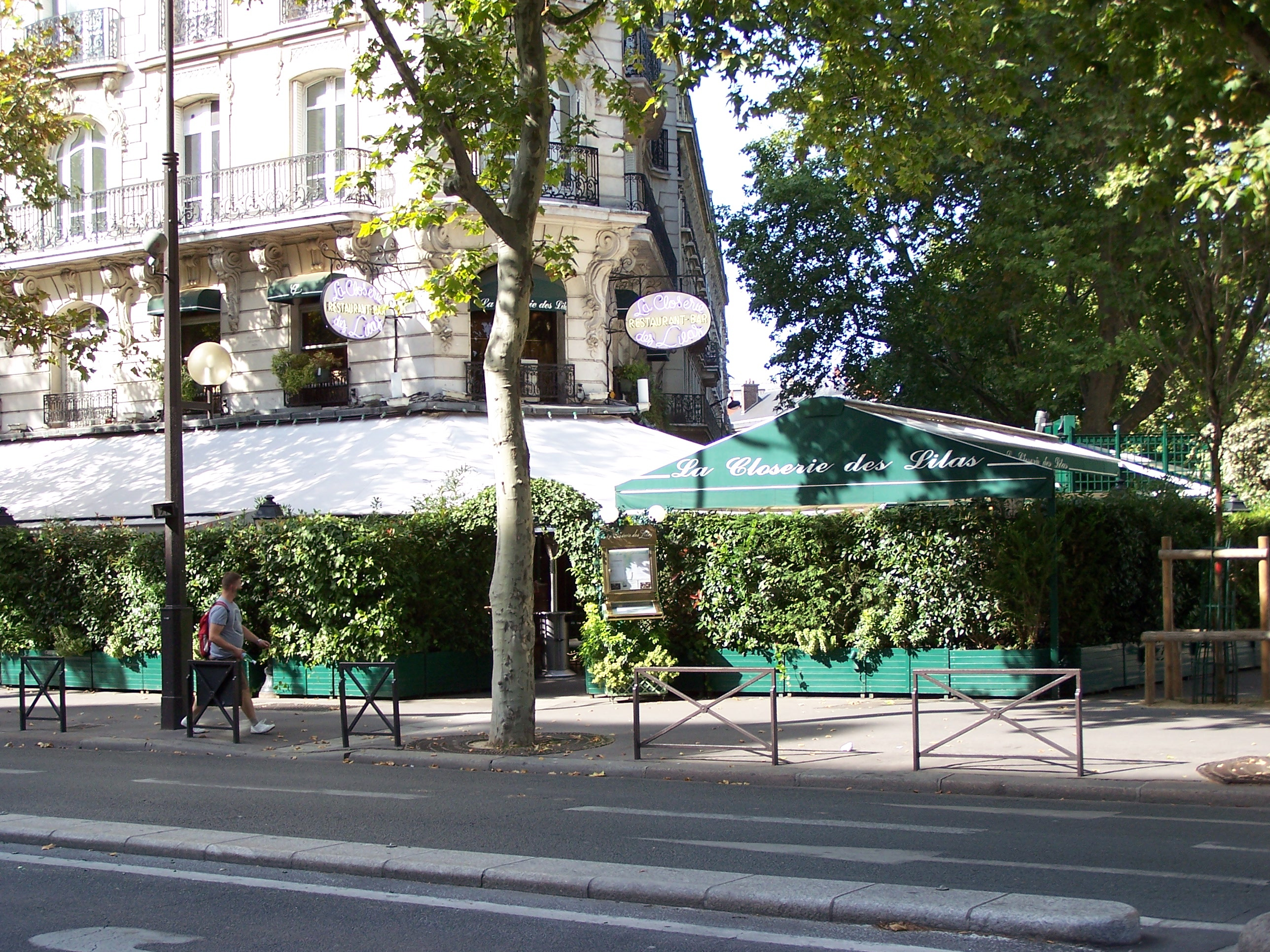
La Closerie des Lilas, 2011

La Closerie des Lilas ist ein kunstgeschichtlich und literarisch relevantes Café, Restaurant und eine Brasserie mit Cocktailbar im Quartier Montparnasse im 6. Arrondissement von Paris, 171 Boulevard du Montparnasse.
Die Closerie des Lilas lag in unmittelbarer Nähe des 1847 eröffneten Tanzpalastes Bal Bullier, der 1940 geschlossen wurde. Sie war nach der Eröffnung 1883 unter diesem Namen ein bekannter Treffpunkt für Künstler und Schriftsteller, ähnlich wie das Café de la Rotonde, Le Dôme, Café de Flore, Les Deux Magots, Le Select, La Coupole sowie das Kabarett Le Lapin Agile, die wie die Closerie des Lilas alle noch existieren.

## Geschichte

### Die erste Closerie des Lilas
Der frühere Angestellte des Bal de La Grande Chaumière, François Bullier (1796–1869), kaufte 1843 den Prado d’Ete in der 31, avenue de l’Observatoire im 5. Arrondissement von Paris. Im Jahr 1847 baute er den Raum um, pflanzte viele Fliedersträucher und gab ihm erneut den Namen La Closerie des Lilas, den das Etablissement schon einmal (ab 1804) getragen hatte. Am 9. Mai 1847 war die Eröffnung des Tanzsaals, der dann unter dem Namen Bal Bullier bekannt wurde.

„Das Publikum in der Closerie des Lilas – diesen Namen verdankt der Garten seinen zahlreichen Fliederbüschen – besteht zum größten Theil aus Studenten und aus deren provisorischen Ehehälften; fast alle Pariser Musensohne nämlich kennen den Gott Hymen, aber nur von der wilden Seite. Das schöne Geschlecht, das diesen Garten besucht, zeichnet sich durch ein burschikoses Wesen aus. Sie rauchen Cigaretten, Cigarren und hie und da auch wohl ein Pfeifchen Tabak. Sie spielen Billard, sie trinken ein Glas Cognac und schaudern auch vor einem zweiten Glase nicht zurück.“

### Das Restaurant ab 1883

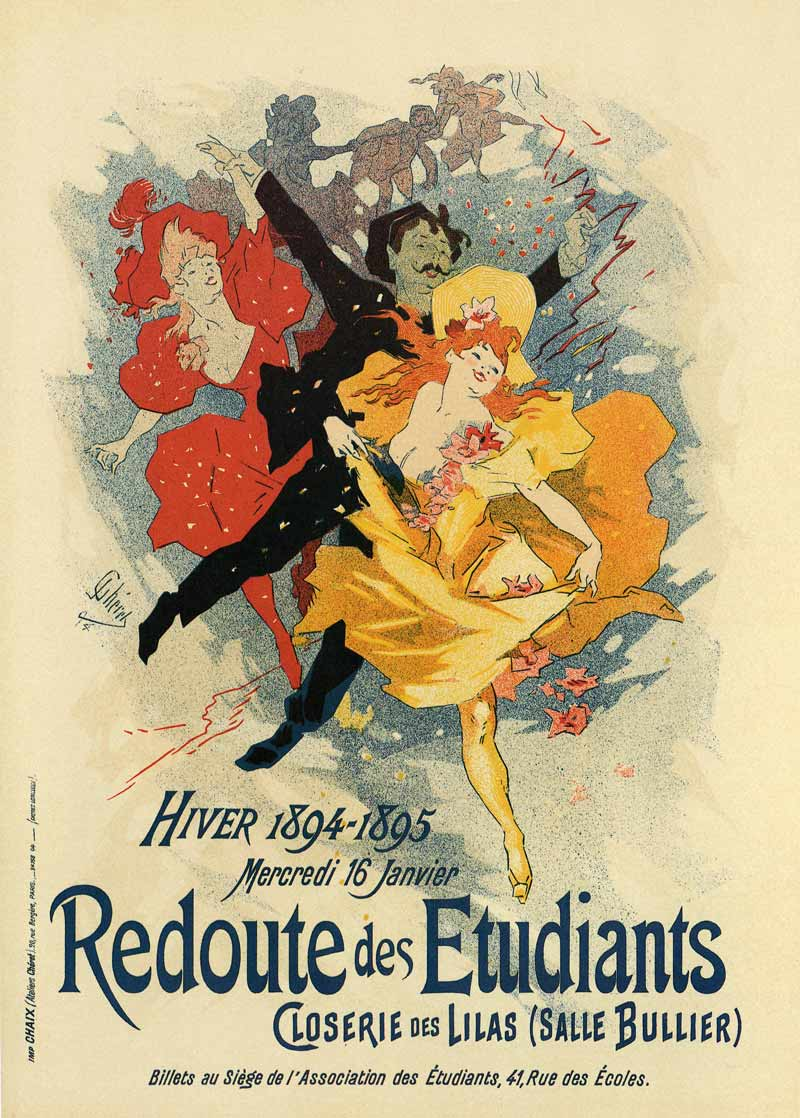
Jules Cheret: Plakat zu einem Studentenball 1895, die Closerie des Lilas ist als Veranstalter genannt

Die benachbarte Brasserie des Bal Bullier war eine Poststation, die auf dem Weg von Paris nach Fontainebleau lag; sie erhielt 1883 wiederum den Namen La Closerie des Lilas (deutsch etwa: „Fliederhof“). Hier trafen sich die Besucher vor oder nach dem Tanz im Bal Bullier. Die Tanzveranstaltungen begannen um 22 Uhr; Frauen hatten freien Eintritt, Männer zahlten 1 Franc. Sie wurde außerdem ein bekannter Treffpunkt von Intellektuellen und Künstlern. Im 19. Jahrhundert zählten zu den Besuchern beispielsweise Émile Zola und dessen Freund Paul Cézanne, Paul Verlaine, Théophile Gautier und die Brüder Jules und Edmond de Goncourt.

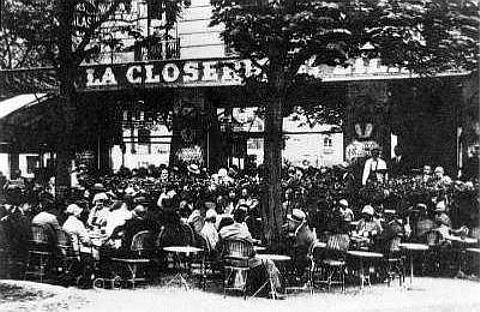
La Closerie des Lilas im Jahr 1909

Das Haus über dem Restaurant wurde 1903 erbaut.
Anfang des 20. Jahrhunderts wählte der Dichter Paul Fort den Ort zu seinen Treffen, die jeden Dienstag stattfanden. Seine Freunde versammelten sich dort, diskutierten und tauschten Gedichte aus. Darunter befanden sich beispielsweise Guillaume Apollinaire und Alfred Jarry. Mit dem späteren Revolutionär Lenin spielte Fort Schachpartien. Der Bildhauer Brâncuși war ebenfalls ein Besucher der „Dienstagsversammlungen“.

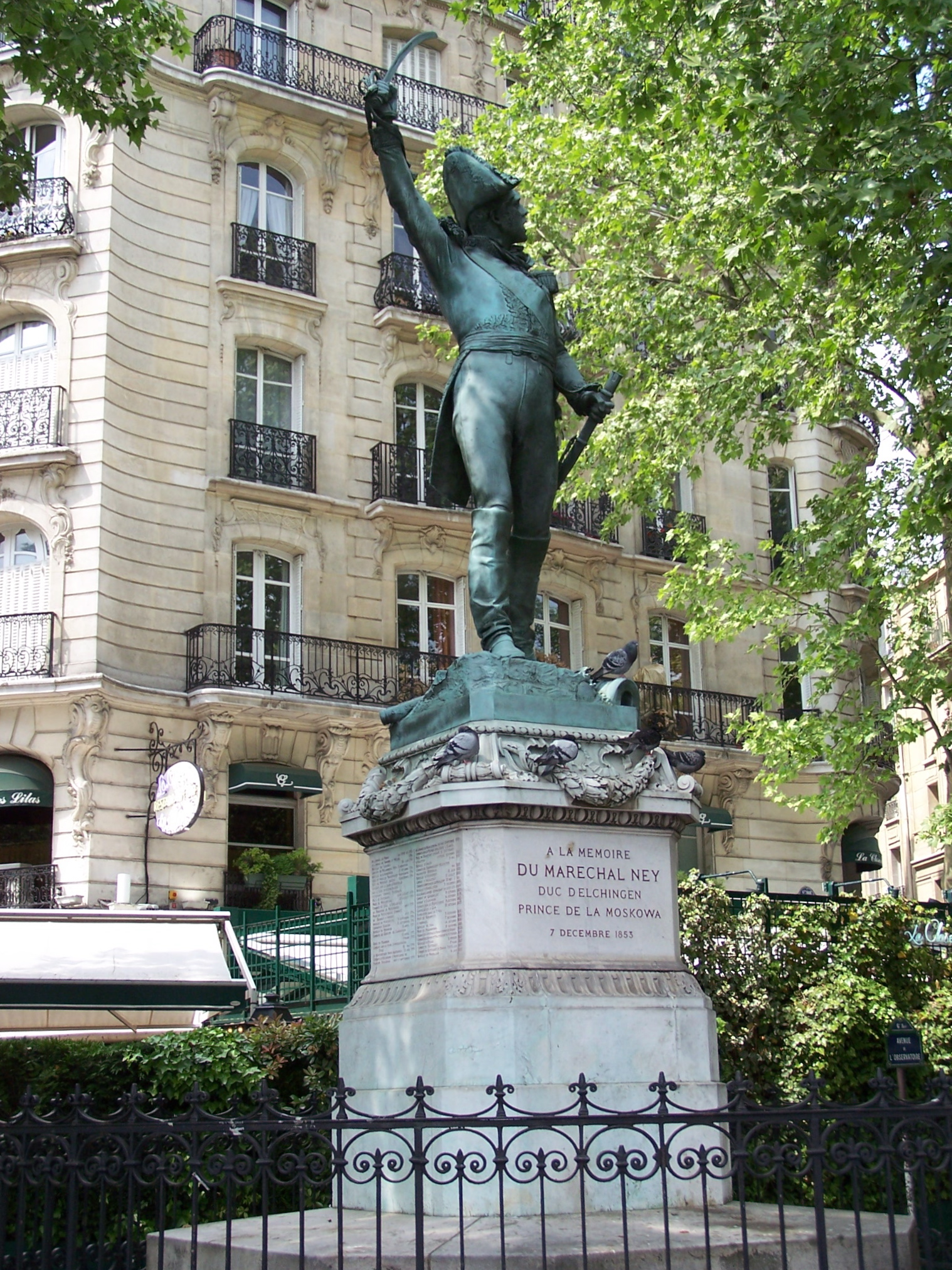
Denkmal von Marschall Ney direkt gegenüber der Closerie des Lilas

1910 trafen sich hier die Kubisten Robert Delaunay, Albert Gleizes, Fernand Léger, Henri Le Fauconnier und Jean Metzinger, um eine Strategie zu entwickeln, die gegen das Hängungskomitee des Salon des Indépendants gerichtet war.
Im Jahr 1922 war die Closerie der Ort, an dem ein Streit zwischen Tristan Tzara und André Breton der Beginn vom Ende des Dadaismus in Paris war. Er führte zur Gründung der surrealistischen Bewegung. Das Etablissement war 1938 auf der Pariser Ausstellung Exposition Internationale du Surréalisme in der Abteilung Les Plus belles rues de Paris (Die schönsten Straßen von Paris) unter dem Namen Porte des Lilas erwähnt.

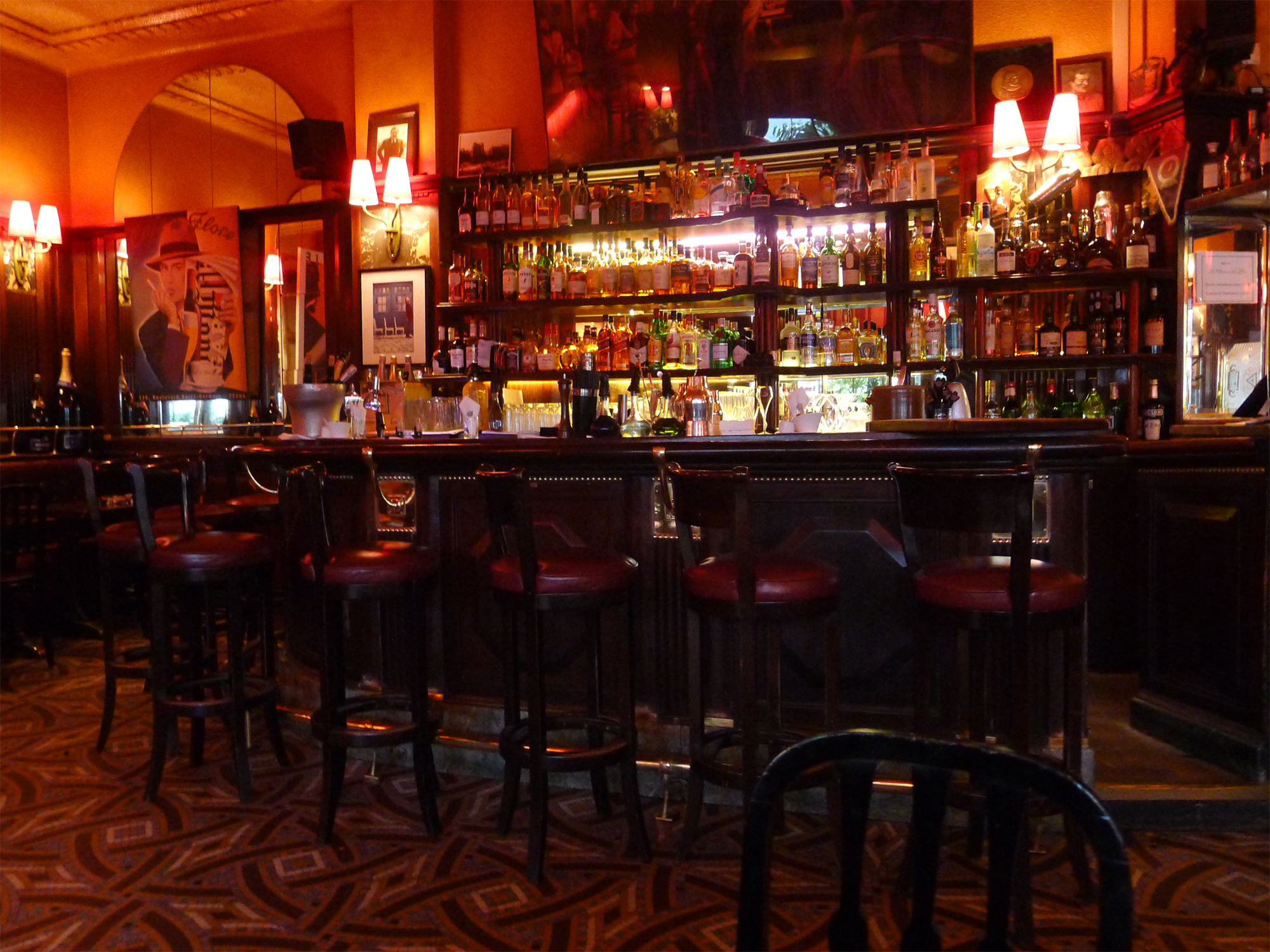
Die Bar der Closerie des Lilas

Seine größte Bekanntheit erreichte die Closerie wie auch La Rotonde durch Besuche von amerikanischen Schriftstellern der „Lost Generation“ (Verlorene Generation), ein von Gertrude Stein geprägter Begriff. Dazu gehörten etwa Ernest Hemingway, F. Scott Fitzgerald und Henry Miller. Weitere Besucher waren Künstler und Schriftsteller wie Amedeo Modigliani, Pablo Picasso, Kees van Dongen, Louis Aragon, André Gide, Man Ray und Paul Éluard. Ihre Namen sind auf den Tischen eingraviert. Ein Platz an der Bar trägt ein Schild mit Hemingways Namen. Er stellte hier 1925 seinen ersten Entwurf zu seinem Roman The Sun Also Rises (dt.: Fiesta) fertig. Bei der Arbeit schaute er oft auf den gegenüberliegenden Platz mit dem Denkmal von Marschall Ney und erwähnte es in seinen postum veröffentlichten Erinnerungen A Moveable Feast (dt.: Paris – Ein Fest fürs Leben).
Weitere bekannte Persönlichkeiten, die zu den Besuchern zählten, waren später beispielsweise Jean-Paul Sartre, Françoise Sagan, Juliette Gréco, Gérard Philipe, Lauren Bacall, David Hockney, Mick Jagger, Paul Auster, Johnny Depp sowie Renaud, der über die Closerie des Lilas das Lied À la Close geschrieben hat.
Die Closerie des Lilas mit den Räumen des Restaurants, der Brasserie und der Cocktailbar ist auch gegenwärtig noch im Dekor der 1920er Jahre ausgestattet.

## Prix de la Closerie des Lilas
Am 7. März 2007 wurde die literarische Auszeichnung Prix de la Closerie des Lilas ins Leben gerufen. Sie zeichnet Literatur französischsprachiger Autorinnen aus, die zwischen Januar und März eines Jahres veröffentlicht wurden.
Preisträgerinnen sind Anne Wiazemsky (2007), Cécile Reyboz (2008), Stéphanie Hochet (2009), Véronique Bizot (2010), Sylvie Ohayon (2011), Nathalie Kuperman (2012), Alice Zeniter (2013), Lola Lafon (2014), Saïdeh Pakravan (2015), Julia Kerninon (2016), Oriane Jeancourt Galignani (2017), Odile d’Oultremont (2018), Sarah Chiche (2019), Sandrine Collette (2020), Stéphanie Coste (2021), Éléna Piacentini (2022), Yasmine Ghata (2023), Arièle Butaux (2024), Florence Seyvos (2025)